# Finale della Coppa delle Coppe 1968-1969
La finale della 9ª edizione della Coppa delle Coppe UEFA è stata disputata il 21 maggio 1969 al St. Jakob Stadium di Basilea tra Slovan Bratislava e Barcellona. All'incontro hanno assistito circa 20 000 spettatori. La partita, arbitrata dall'olandese Laurens van Ravens, ha visto la vittoria per 3-2 del club cecoslovacco.

## Il cammino verso la finale
Lo Slovan Bratislava di Michal Vičan esordì contro gli jugoslavi del Bor vincendo 3-0 la gara d'andata, il che fece risultare ininfluente la sconfitta per 2-0 in Serbia. Agli ottavi di finale i lusitani del Porto, compagine ben più quotata, vinsero per 1-0 la gara d'andata per poi essere eliminati in virtù di un umiliante 4-0. Ai quarti i Belasí affrontarono gli italiani del Torino, battendoli sia all'andata che al ritorno rispettivamente coi risultati di 1-0 e 2-0. In semifinale i sorprendenti scozzesi del Dunfermline furono sconfitti con un risultato complessivo di 2-1.
Il Barcellona di Salvador Artigas iniziò il cammino europeo contro gli svizzeri del Lugano battendoli col risultato complessivo di 4-0. Agli ottavi i catalani ottennero un bye in virtù dei ritiri di alcune squadre per motivi politici legati alla Primavera di Praga. Ai quarti di finale i Blaugrana affrontarono i norvegesi del Lyn, vincendo in casa 3-2 e pareggiando 2-2 in Norvegia. In semifinale i tedeschi occidentali del Colonia furono battuti con un risultato totale di 6-3, frutto del pari esterno per 2-2 e della vittoria casalinga per 4-1.

## La partita
A Basilea va in scena la finale tra i sorprendenti cecoslovacchi dello Slovan Bratislava, giunti per la prima volta in una finale di una competizione europea, e gli spagnoli del Barcellona ben più abituati a palcoscenici del genere. Il favore dei pronostici è tutto per gli Azulgrana, che però già al secondo minuto di gioco vanno in svantaggio grazie al gol di Cvetler che a tu per tu con Salvador Sadurní non sbaglia. Il gol del pari di José Antonio Zaldúa dà di nuovo coraggio e convinzione dei propri mezzi al Barça, che però alla mezz'ora subisce il 2-1 di Vladimír Hrivnák e poco dopo il 3-1 dell'ariete Ján Čapkovič. Nella ripresa un gol direttamente da calcio d'angolo di Carles Rexach riaccende le speranze dei catalani, ma il risultato non muterà. Lo Slovan vince così il suo primo titolo europeo e diventa la prima squadra dell'Europa orientale ad aggiudicarsi una competizione confederale, mentre il Barcellona dopo la finale della Coppa dei Campioni 1960-1961 persa a Berna contro il Benfica, viene di nuovo sconfitto in Svizzera nella finale di una coppa europea.

## Tabellino
| Arbitro: | Laurens van Ravens |

|                                         |           |                       |
| Cvetler 2’ Hrivnák 30’ Ján Čapkovič 42’ | Marcatori | 16’ Zaldúa 52’ Rexach |

| Slovan Bratislava | Barcellona |

|               |    |                   |  |     |
|               |    |                   |  |     |
| P             | 1  | Alexander Vencel  |  |     |
| D             | 2  | Jozef Fillo       |  |     |
| D             | 5  | Alexander Horváth |  |     |
| D             | 3  | Vladimír Hrivnák  |  |     |
| D             | 4  | Ján Zlocha        |  |     |
| C             | 6  | Ivan Hrdlička     |  |     |
| C             | 9  | Jozef Čapkovič    |  |     |
| C             | 7  | Ľudovít Cvetler   |  |     |
| C             | 8  | Ladislav Móder    |  | 67’ |
| A             | 10 | Karol Jokl        |  |     |
| A             | 11 | Ján Čapkovič      |  |     |
| Sostituzioni: |    |                   |  |     |
| C             | 14 | Bohuš Bizoň       |  | 67’ |
| Allenatore:   |    |                   |  |     |
| Michal Vičan  |    |                   |  |     |

|                  |    |                     |  |     |
|                  |    |                     |  |     |
| P                | 1  | Salvador Sadurní    |  |     |
| D                | 2  | Josep Franch        |  | 11’ |
| D                | 3  | Eladio              |  |     |
| D                | 4  | Joaquim Rifé        |  |     |
| D                | 5  | Ferran Olivella     |  |     |
| D                | 6  | Pedro Zabalza       |  |     |
| C                | 7  | Carlos Pellicer     |  |     |
| C                | 8  | Santiago Castro     |  | 46’ |
| C                | 9  | José Antonio Zaldúa |  |     |
| A                | 10 | Josep Maria Fusté   |  |     |
| A                | 11 | Carles Rexach       |  |     |
| Sostituzioni:    |    |                     |  |     |
| C                | 13 | Jesús María Pereda  |  | 11’ |
| A                | 14 | Mendonça            |  | 46’ |
| Allenatore:      |    |                     |  |     |
| Salvador Artigas |    |                     |  |     |